# Horní Staré Město

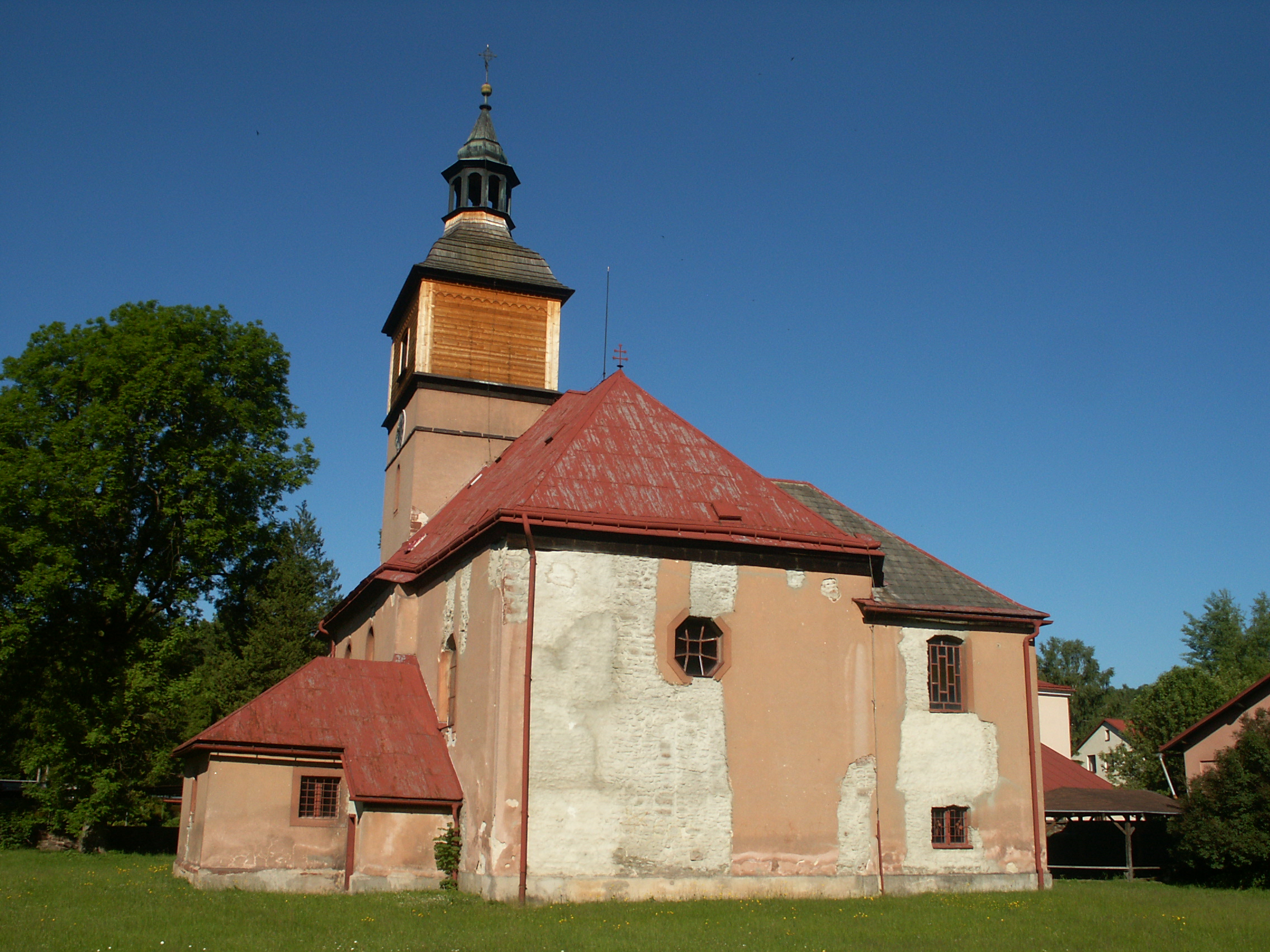
Kirche St. Wenzel

Horní Staré Město (deutsch Ober Altstadt oder Oberaltstadt) ist ein Ortsteil von Trutnov in Tschechien.

## Geographie
Entlang der Aupa (Úpa) flussaufwärts von Trautenau liegen südlich des Rehorngebirges die Orte Nieder Altstadt (Dolní Staré Město), Ober Altstadt (Horní Staré Město) und Trübenwasser (Kalná Voda).

## Geschichte
Anfangs waren alle Orte landwirtschaftlich geprägt. Später entstanden auch Industriebetriebe. In Nieder Altstadt befanden sich Villa und Unternehmen (Textilindustrie) der Fabrikantenfamilie Etrich.
Von hier stammt der Flugpionier Igo Etrich. In Ober Altstadt befand sich das Textilunternehmen Kluge, in Trübenwasser das Textilunternehmen Hönig. Ab der Mitte des 19. Jahrhunderts bildete Oberaltstadt eine Gemeinde im Gerichtsbezirk Trautenau.
Alle drei Werke wurden nach 1945 verstaatlicht und zum Textilkombinat Texlen zusammengefasst. Im nächsten Ort, Jungbuch (Mladé Buky) gab es Zweigwerke dieser Unternehmen.
In Ober-Altstadt wurde im März 1940 ein Zwangsarbeitslager mit Juden eingerichtet. Nach dessen Auflösung im März 1944 kam dorthin ein Kommando des KZ-Außenlagers Parschnitz des KZ Groß-Rosen mit Jüdinnen. Nach dem Zweiten Weltkrieg 1945 wurde es durch die Rote Armee weiter als Kriegsgefangenenlager betrieben.

## Bevölkerung
Im Jahre 2001 bestand das Dorf aus 479 Häusern, in denen 9191 Menschen lebten.
Entwicklung der Einwohnerzahl
- 1939: 3277 Einwohner
- 1991: 8229 Einwohner

## Sehenswürdigkeiten
- St.-Wenzel-Kirche
- Kriegerdenkmal (errichtet 1926, erneuert 2009)
- Alter Friedhof
- Steinkreuz
- Kapelle
- Standbild des böhmischen Landesheiligen Johannes von Nepomuk

## Persönlichkeiten
- Igo Etrich (1879–1967), Flugzeugkonstrukteur
- Otto Weihrauch (1898–1966/82), deutscher Politiker (KPD), Oberbürgermeister der Stadt Cottbus
- Harald Eberl (1902–1990), Rechtsanwalt, Präsident der Industrie- und Handelskammer Vorarlberg
- Josef Umlauf (1906–1989), Stadt- und Raumplaner
- Fritz Rieger (1910–1978), deutscher Dirigent
- Karl Heinz Ritschel (1930–2019), österreichischer Journalist
- Willi Reiland (1933–2015), SPD-Politiker
- Winfried Kreutzer (1940–2024), Romanistik-Professor

## Verkehr
Der Haltepunkt Trutnov-Zelená louka wird von Zügen der GW Train Regio bedient.